# Красинский, Владислав
Влади́слав Краси́нский (пол. Władysław Krasiński; 27 сентября 1844, Варшава, Россия, — 6 февраля 1873, Ментона, Франция) — граф, сын поэта Сигизмунда Красинского и его супруги Елизаветы Браницкой.
Учился во Франции; вернувшись на родину, с 1869 по 1872 ежегодно выпускал по тому издания «Biblijoteka Ordynacyi Krasińskich» по рукописям своего книжного собрания; отдельно в 1868 им издан «Dyjaryjusz sejmu piotrkowskiego z 1565 r.». Кроме нескольких брошюр по праву и политической экономии (на французском языке), он издал также «Przyczynek do histoiryi dyplomacyi w Polsce 1566-72» (Краков, 1872).
Скончался в 1873 году от туберкулеза. Был женат на своей двоюродной сестре Розе Потоцкой (1849—1937), дочери графа Адама Юзефа и графини Катарины Потоцких. В браке имели троих детей.